# Tisul'
Tisul' è una cittadina della Russia siberiana meridionale (oblast' di Kemerovo); appartiene amministrativamente al rajon Tisul'skij, del quale è il capoluogo.
Sorge nella parte nordorientale della oblast', 270 chilometri a nordest del capoluogo Kemerovo.